# Медоу-Эйкерс (Вайоминг)
Медоу-Эйкерс (англ. Meadow Acres, Wyoming) — статистически обособленная местность, расположенная в округе Натрона (штат Вайоминг, США) с населением в 181 человек по статистическим данным переписи 2000 года.

## География
По данным Бюро переписи населения США статистически обособленная местность Медоу-Эйкерс имеет общую площадь в 3,88 квадратных километров, из которых 3,63 кв. километров занимает земля и 0,26 кв. километров — вода. Площадь водных ресурсов округа составляет 6,7 % от всей его площади.
Статистически обособленная местность Медоу-Эйкерс расположена на высоте 1538 метров над уровнем моря.

## Демография
По данным переписи населения 2000 года в Медоу-Эйкерс проживал 181 человек, 58 семей, насчитывалось 69 домашних хозяйств и 70 жилых домов. Средняя плотность населения составляла около 49,2 человек на один квадратный километр. Расовый состав Медоу-Эйкерс по данным переписи распределился следующим образом: 95,03 % белых, 0,55 % — коренных американцев, 3,31 % — представителей смешанных рас, 1,10 % — других народностей. Испаноговорящие составили 1,66 % от всех жителей статистически обособленной местности.
Из 69 домашних хозяйств в 30,4 % — воспитывали детей в возрасте до 18 лет, 73,9 % представляли собой совместно проживающие супружеские пары, в 7,2 % семей женщины проживали без мужей, 15,9 % не имели семей. 13,0 % от общего числа семей на момент переписи жили самостоятельно, при этом 5,8 % составили одинокие пожилые люди в возрасте 65 лет и старше. Средний размер домашнего хозяйства составил 2,62 человек, а средний размер семьи — 2,83 человек.
Население статистически обособленной местности по возрастному диапазону по данным переписи 2000 года распределилось следующим образом: 22,1 % — жители младше 18 лет, 6,6 % — между 18 и 24 годами, 27,6 % — от 25 до 44 лет, 34,3 % — от 45 до 64 лет и 9,4 % — в возрасте 65 лет и старше. Средний возраст жителей составил 43 года. На каждые 100 женщин в Медоу-Эйкерс приходилось 92,6 мужчин, при этом на каждые сто женщин 18 лет и старше приходилось 88,0 мужчин также старше 18 лет.
Средний доход на одно домашнее хозяйство в статистически обособленной местности составил 56 736 долларов США, а средний доход на одну семью — 56 736 долларов. При этом мужчины имели средний доход в 43 750 долларов США в год против 26 406 долларов среднегодового дохода у женщин. Доход на душу населения в статистически обособленной местности составил 23 023 доллара в год. Все семьи Медоу-Эйкерс имели доход, превышающий уровень бедности.